# Vũ Hắc Bồng
Vũ Hắc Bồng (1 tháng 10 năm 1927 - 17 tháng 5 năm 2022) là nguyên Đại sứ Việt Nam tại Guinée, Mali, Mauritanie, Chile và Angola, nguyên Giám đốc Sở Ngoại vụ Thành phố Hồ Chí Minh, cố vấn cao cấp của Bộ Ngoại giao Việt Nam.

## Sự nghiệp
Vũ Hắc Bồng sinh ngày 01 tháng 10 năm 1927 tại Nghệ An, tên thật là Đậu Đình Phức. Ông từng giữ chức vụ Tỉnh đội trưởng Hải Dương trước khi vào chiến trường Nam Bộ năm 1950.

### Tham gia quân đội
Từ năm 1945 đến 1946, ông hoạt động Việt Minh ở Vinh và vào bộ đội làm huấn luyện quân sự cho Bộ tổng tham mưu Quốc phòng.
Từ năm 1947 đến 1948 ông được cử về làm tỉnh đội trưởng Hải Dương chiến đấu ở vùng địch hậu và đường số 5 Hà Nội - Hải Phòng. Năm 1949 ông vào đoàn quân Nam tiến làm phó ban tác huấn kiêm trưởng ban dân quân Bộ tư lệnh Miền Đông Nam bộ.

### Hoạt động trong ngành ngoại giao
Năm 1954, ông Bồng được phiên chế tại Ban Thi hành Hiệp định đình chiến Nam Bộ làm việc với phái đoàn quân sự Pháp trong thời hạn 300 ngày thực hiện tập kết. Sau khi tập kết ra Bắc, ông Vũ Hắc Bồng tiếp tục làm việc ở phái đoàn liên lạc quân sự Việt Nam bên cạnh Ủy ban Quốc tế giám sát Hiệp nghị Genève.
Năm 1954, ông được phụ trách công việc ở ban quản lý Hiệp định Genève. Năm 1962, ông được phong hàm Trung tá. Tháng 5 năm 1969, ông là một trong những đại sứ cuối cùng được Chủ tịch Hồ Chí Minh cử làm đại sứ nước Cộng hòa Guinée(kiêm nhiệm Mali và Mauritanie). Ông đại sứ tại đây cho đến năm 1972.
Năm 1973, ông làm đại sứ Việt Nam tại Chile. Từ năm 1976 đến 1981, ông làm đại sứ tại Angola (kiêm nhiệm Seychelles, Ghana, Ghi-nê Xích Đạo). Trong thời gian 12 năm đại sứ Vũ Hắc Bồng làm việc ở Guinée, Chile và Angola thì cả ba nước đều có đảo chính, vì vậy ông thường được gọi đùa là "Đại sứ đảo chính".
Từ năm 1982 đến 2002, ông làm giám đốc Sở Ngoại vụ TP.HCM và cố vấn cho Bộ Ngoại giao đến khi nghỉ hưu năm 2006. Trên cương vị này, ông đã tham gia đón tiếp Chủ tịch Cuba Fidel Castro và Tổng thống Pháp François Mitterrand, tham gia chương trình giải quyết nhân đạo, hợp pháp cho nhiều người Việt Nam đoàn tụ thành công tốt đẹp...,

## Gia đình
Vợ của ông là bà Phạm Thị Cúc, thư ký đánh máy của quân báo Nam bộ. Sau này bà lấy bằng kỹ sư điện tử Đại học Bách Khoa Hà Nội. Ông bà quen nhau ở Chiến khu Dương Minh Châu và làm đám cưới ở Chiến khu 1. Bà Cúc về hưu, với hơn 50 năm tuổi Đảng. Ông bà có hai con trai và một con gái.

## Vinh danh
- Năm 2000, Vũ Hắc Bồng được Phó Chủ tịch nước Nguyễn Thị Bình trao hàm đại sứ. Ông là một trong 10 cán bộ ngoại giao đầu tiên được phong là đại sứ suốt đời[2][11].
- Năm 2006[12], Huy chương Bernado Ơ Higgins hạng Gran Cruz[10], Huy chương cao quý nhất dành cho người nước ngoài của Chile[13]
- Huân chương Hữu nghị của Cuba[7].
- Huân chương kháng chiến hạng nhất[14].
- Huân chương chiến công hạng nhất[14].
- Huân chương chiến sĩ vẻ vang hạng nhất, nhì, ba[14].
- Huân chương chiến thắng hạng nhì[14].
- Huân chương Lao động hạng nhất[14].

## Đánh giá
- "Ông có thể hài lòng nhìn lại một sự nghiệp với nhiều thành công lớn, một cuộc đời nghề nghiệp đã mang lại cho ông lòng kính trọng của mọi người..."_ Niels Sundvik, Tổng Lãnh sự Thụy Điển tại Việt Nam.
- "Ở ông, các phẩm chất tốt đẹp nhất của "sĩ phu Bắc Hà" hòa quyện nhuần nhuyễn với chất "anh Hai Sài Gòn" nên ông có khả năng tiếp xúc rất đặc biệt với mọi người. Lại có khiếu hài hước sâu sắc nên người đối thoại với ông luôn cảm thấy dễ chịu, thoải mái._Vũ Chí Công, Đại sứ Việt Nam tại Cuba.
- "... chính phủ Chile ghi nhận sự đóng góp của ông Vũ Hắc Bồng trong cương vị Đại sứ đầu tiên của Việt Nam tại Chile trong những năm 1972, 1973. Năm nay, Chile và Việt Nam kỷ niệm 35 năm ngày thiết lập quan hệ ngoại giao giữa hai nước và đây là dịp thích hợp để nhìn nhận những đóng góp của Đại sứ Vũ Hắc Bồng trong việc phát triển tình hữu nghị hai dân tộc, vốn được củng cố và tăng cường qua thử thách và thời gian..."_Jorge Canelas, Thứ trưởng Bộ Thương mại Chile, Đại sứ Chile tại Việt Nam.
- "Tôi vẫn nhớ mãi hình ảnh ông giám đốc đạp xe khắp hang cùng ngõ hẻm để thăm anh em. Cái dáng chạy xe lết lết một chân lúc lên xe, xuống xe kiểu người Bắc ngày trước. Dù làm giám đốc sở và có tiêu chuẩn đi xe nhưng ông Bồng khi không có việc vẫn thường tự đạp xe đi về nhà chứ ít khi nhờ xe cơ quan"_ bà Lê Thị Lan Hương, chánh văn phòng Sở Ngoại vụ. Tp HCM.
- "Trong suốt hơn 20 năm kể từ 1982-2006, ông là nhà ngoại giao đứng đầu cơ quan ngoại vụ của TP.HCM trong thời kỳ khó khăn nhất sau giải phóng. Trên cương vị là nhà ngoại giao, ông luôn xuất sắc ở khả năng xử lý tình huống, làm chủ tình hình. Trong giới ngoại giao, ông được coi là một tượng đài. Giới ngoại giao nước ngoài trong thời gian dài khi tới TP.HCM đều muốn được gặp "Mr. Bồng"..._ Trích từ Báo Tuổi Trẻ.